# Ngal'ayel Mukau
Ngal'ayel Mukau (Malines, 3 novembre 2004) è un calciatore congolese (Repubblica Democratica del Congo) con cittadinanza belga, centrocampista del Lilla.

## Caratteristiche tecniche
Gioca come mediano davanti alla difesa.

## Carriera

### Club
Mukau è cresciuto nel settore giovanile del Malines, con cui ha firmato il suo primo contratto professionistico nel luglio del 2022. Ha debuttato in prima squadra l'8 gennaio 2023 nell'incontro di Pro League perso 2-0 contro lo Zulte Waregem.
L'11 luglio 2024 viene acquistato dal Lilla.
Il 27 novembre 2024, durante la quinta giornata della fase campionato della UEFA Champions League, mette a segno una doppietta in casa del Bologna che garantisce la vittoria dei francesi per 1-2, nonché mettendo i suoi primi gol con il club francese.

### Nazionale
Nel 2022 ha giocato con il Belgio Under-18.
Nel 2023 invece ha partecipato ad alcuni incontri amichevoli con la Repubblica Democratica del Congo Under-20.
Il 16 novembre 2024 ha esordito con la massima selezione congolese nella sconfitta per 1-0 contro la Guinea.

## Statistiche

### Presenze e reti nei club
Statistiche aggiornate al 27 gennaio 2025.
| Stagione            | Squadra             | Campionato          | Campionato | Campionato | Coppe nazionali | Coppe nazionali | Coppe nazionali | Coppe continentali | Coppe continentali | Coppe continentali | Altre coppe | Altre coppe | Altre coppe | Totale | Totale | Totale |
| Stagione            | Squadra             | Comp                | Pres       | Reti       | Comp            | Pres            | Reti            | Comp               | Pres               | Reti               | Comp        | Pres        | Reti        | Pres   | Reti   |        |
| ------------------- | ------------------- | ------------------- | ---------- | ---------- | --------------- | --------------- | --------------- | ------------------ | ------------------ | ------------------ | ----------- | ----------- | ----------- | ------ | ------ | ------ |
| 2022-2023           | Jong Malines        | D2                  | 18         | 1          | -               | -               | -               | -                  | -                  | -                  | -           | -           | -           | 18     | 1      |        |
| 2023-2024           | Jong Malines        | D2                  | 3          | 1          | -               | -               | -               | -                  | -                  | -                  | -           | -           | -           | 3      | 1      |        |
| Totale Jong Malines | Totale Jong Malines | Totale Jong Malines | 21         | 2          |                 | -               | -               |                    | -                  | -                  |             | -           | -           | 21     | 2      |        |
| 2022-2023           | Malines             | D1                  | 9          | 0          | CB              | 0               | 0               | -                  | -                  | -                  | -           | -           | -           | 9      | 0      |        |
| 2023-2024           | Malines             | D1                  | 16+10      | 0          | CB              | 1               | 0               | -                  | -                  | -                  | SB          | 1           | 0           | 28     | 0      |        |
| Totale Malines      | Totale Malines      | Totale Malines      | 25+10      | 0          |                 | 1               | 0               |                    | -                  | -                  |             | 1           | 0           | 37     | 0      |        |
| 2024-2025           | Lilla 2             | N3                  | 1          | 0          | -               | -               | -               | -                  | -                  | -                  | -           | -           | -           | 1      | 0      |        |
| 2024-2025           | Lilla               | L1                  | 12         | 0          | CF              | 2               | 0               | UCL                | 8                  | 2                  | -           | -           | -           | 22     | 2      |        |
| Totale carriera     | Totale carriera     | Totale carriera     | 69         | 2          |                 | 3               | 0               |                    | 8                  | 2                  |             | 1           | 0           | 81     | 4      |        |